# Etim Esin
Etim John Esin (Oron, 15 novembre 1969) è un ex calciatore nigeriano, di ruolo centrocampista.

## Biografia
Nato da una famiglia facoltosa, il padre faceva parte dello staff del politico Clement Isong, mentre molti suoi parenti erano diventati avvocati. Esin ebbe svariati problemi disciplinari: ad esempio, nel periodo precedente il campionato del mondo Under-20 1987 subì a Surulere un tentativo di furto della sua auto, e i ladri gli spararono; nel 1993 fu accusato di avere violentato una ragazza in Belgio. Esin si è poi sposato con Mariam, una donna maliana da cui ha avuto una figlia.

## Caratteristiche tecniche
Centrocampista centrale, divenne noto nei primi anni 1990 per le sue abilità nel dribbling (tanto che il giornalista nigeriano Ernest Okonkwo lo aveva soprannominato Maradona).

## Carriera

### Club
Esin iniziò la propria carriera nel calcio professionistico a 16 anni con il Calabar Rovers; l'anno seguente passò ai Flash Flamingoes e nel 1987 fu acquistato dall'Iwuanyanwu Nationale. Messosi in evidenza nel campionato nazionale nigeriano, venne ceduto al Gent, squadra belga, poco prima di partecipare al Mondiale Under-20. Passò la stagione 1987-1988 al Gent per poi trasferirsi al Lokeren, formazione in cui già militava il connazionale Samson Siasia, dove trovò spazio in prima squadra, disputando da titolare due stagioni; nella prima andò a segno sette volte, mentre nella seconda le reti furono quattro. A metà della stagione 1990-1991 lasciò il Lokeren per il Lierse. Nel 1993 le accuse di stupro portarono alla sua espulsione dal Belgio: le autorità locali decisero di farlo tornare in patria. Nel 1996 Esin giocò una stagione in Turchia, con il Kayserispor, mentre nel 1998 fece parte della rosa dell'Eagle Cement, sua ultima squadra da giocatore professionista.

### Nazionale
Esin fu convocato per il campionato del mondo Under-20 1987 dal CT Udemezue, nonostante avesse subito, pochi giorni prima, il summenzionato tentativo di furto: per partecipare agli incontri dovette ricorrere agli antidolorifici. Le sue prestazioni nel torneo non furono ottimali, anche a causa delle ferite riportate in seguito all'aggressione a Surulere. Debuttò con la Nazionale maggiore il 7 gennaio 1989, e giocò sei gare valide per le qualificazioni al campionato mondiale di calcio 1990; fu inoltre presente nella partita con l'Angola il 27 agosto 1989, durante la quale il centrocampista nigeriano Sam Okawaraji, amico di Esin, morì per arresto cardiaco. Il suo ultimo incontro con la maglia della Nigeria fu lo 0-0 di Lagos con il Ghana, nel 1991. Il caso di stupro in cui fu coinvolto ne determinò l'esclusione dalla squadra per il campionato del mondo 1994 da parte del commissario tecnico Clemens Westerhof.